# Vympel R-3
El misil R-3 (Nomenclatura de la OTAN AA-2 'Atoll') es uno de los misiles aire-aire más prolíficos del mundo. El misil fue desarrollado por la Unión Soviética a partir de una copia de ingeniería inversa del AIM-9 Sidewinder que ha sido ampliamente utilizado por muchas naciones.

## Desarrollo
Durante la Segunda Crisis del Estrecho de Taiwán en 1958, los F-86 Sabres de Taiwán se enfrentaron a un rendimiento mucho mayor, el PLAAF MiG-17 de China continental. Los MiG tenían ventajas de velocidad, maniobrabilidad y altitud sobre los Sabres, lo que les permitía participar solo cuando lo deseaban, normalmente en momentos ventajosos. En respuesta, la Marina de los EE. UU. Se apresuró a modificar 100 de los Sabres de la República de China para llevar el nuevo misil AIM-9 Sidewinder, el último modelo es la versión "B". Estos fueron introducidos en combate por primera vez el 24 de septiembre de 1958, cuando un grupo de MiG-17 cruzó un vuelo de Sabres, solo para encontrarse bajo el ataque de misiles. Este fue el primer caso en que se usaron misiles en el combate aire-aire.
El 28 de septiembre de 1958, un compromiso similar dio lugar a que uno de los misiles lanzados por los Sabre impactara en un MiG-17, alojandose sin explotar en el avión, lo que permitió su retiro en buen estado después del aterrizaje. Los soviéticos se enteraron de que los chinos tenían al menos un Sidewinder, y después de algunas negociaciones, los chinos les enviaran uno de los misiles capturados. Gennadiy Sokolovskiy, más tarde ingeniero jefe del equipo de Vympel, dijo que "el misil Sidewinder fue para nosotros una universidad que ofrece un curso en tecnología de construcción de misiles que ha mejorado nuestra educación en ingeniería y nuestro enfoque para la producción de futuros misiles".
Ron Westrum hizo una afirmación posterior en su libro "Sidewinder" de que los soviéticos obtuvieron los planes para el Sidewinder del coronel sueco y del espía condenado Stig Wennerström, y lanzaron su versión al servicio para 1961, copiándolo tan estrechamente que incluso los números de las partes eran duplicado Aunque Wennerström filtró la información del Sidewinder después de negociar su compra para Suecia, ninguna de las fuentes soviéticas conocidas menciona esto, mientras que todos mencionan explícitamente el ejemplo chino, sin embargo en pruebas posteriores se pudo corroborar que había componentes del R-3 que resultaban intercambiables con el AIM-9B, lo que da cuenta de una copia prácticamente exacta.

## Desarrollo y uso temprano

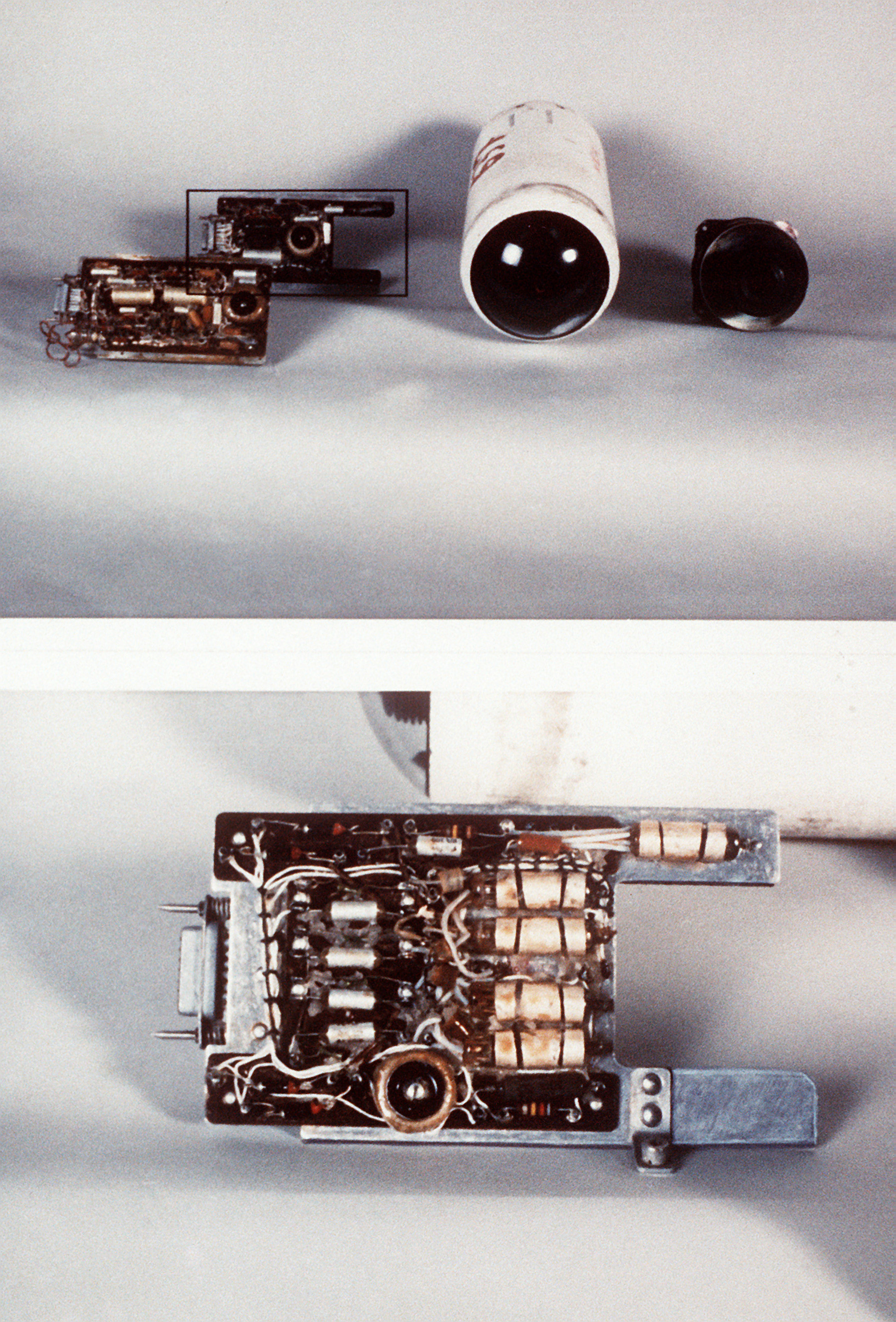
Buscador del misil K-13.

El R-3 se inició como una primera versión experimental, versión que fue descubierta por Occidente y recibió la Nomenclatura de la OTAN de AA-2A Atoll, luego de algunas mejoras menores se le dio lugar a la primera versión de producción en serie R-3S que recibió la Nomenclatura de la OTAN de AA-2B Atoll. El diseño del R-3S fue un éxito, siendo adaptado para la utilización en los cazas MIG-17, MIG-19 y MIG-21 entre otros, pero para la mitad de los sesenta se decidió mejorar la performance del misil con una actualización, y a la guía infrarroja le fue seguida una versión con buscador por guía radar semiactiva (SARH), similar al poco empleado AIM-9C Sidewinder de la US Navy (portado por el F-8 Crusader). Para la OTAN fue designado AA-2C en su versión de guía IR, y AA-2C en su versión de guía radar semiactiva. Las versiones mejoradas, designadas oficiosamente K-13M (R-13M) para la versión de guía IR y K-13R (R-3R) para la variante SARH, que fueron introducidos en la segunda mitad de la década de 1960. Estos fueron apodados Atoll Avanzado (AA-2C y AA-2D, respectivamente). El R-13M era equivalente al AIM-9G Sidewinder de la USAF, con una nueva Espoleta de Proximidad, más propelentes para lograr mayores alcances, mejor maniobrabilidad, y una cabeza buscadora más sensible refrigerada criogénicamente. Sin embargo, no era un misil de todo aspecto.
También fue desarrollado un proyectil inerte para prácticas, el R-3P, (P = prakticheskaya, para prácticas).
Todas las variantes del K-13 son físicamente similares al Sidewinder, compartiendo el diámetro de 127 mm del Sidewinder original. La distancia mínima de lanzamiento es de un kilómetro.

## Otras versiones
El equipo de Vympel comenzó a trabajar en una actualización más ambiciosa a fines de la década de 1960, emergiendo como el K-13M (R-13M, Object 380) para el IRH y K-13R (R-3R) para la variante SARH, que se desarrollaron en el finales de los años sesenta. Estos fueron apodados Advanced Atoll (AA-2C y AA-2D, respectivamente) en el oeste. El R-13M fue aproximadamente equivalente al USN AIM-9G Sidewinder mejorado, con un nuevo fusible de proximidad, más propelente para un mayor alcance, mejor maniobrabilidad y un cabezal buscador más sensible al enfriado con nitrógeno. Ninguno, sin embargo, fueron misiles de todos los aspectos. Las mismas actualizaciones electrónicas también se aplicaron al Kaliningrado K-5 (AA-1) para armar combatientes que no llevaban el K-13.
El K-13 en diferentes versiones fue ampliamente exportado al Pacto de Varsovia y otras fuerzas aéreas, y permanece en servicio con algunas naciones más pequeñas. Una versión con licencia llamada A-91 se construyó en Rumania, y la República Popular de China copió el K-13 como el PL-2. Las versiones chinas actualizadas fueron el PL-3 y el PL-5. La Unión Soviética proporcionó la tecnología de misiles K-13 de China como parte del acuerdo del avión de combate MiG-21 en 1962. En 1967, China completó con éxito las pruebas de misiles K-13 (PL-2) producidos localmente, y comenzó a desplegar este misil en unidades de combate. Se utilizó por primera vez para interceptar vehículos aéreos no tripulados de la USAF que vuelan desde Vietnam y otros países del sudeste asiático a China continental.

## Operadores
Afganistán
 Argelia
 Angola
 Bulgaria
 China
 Cuba
 Checoslovaquia
 República Democrática Alemana
 Egipto
 Finlandia
 Indonesia
 India
 Irak
 Libia
 Corea del Norte
 Polonia
 Rumania
 Unión Soviética
 Siria
 Vietnam
 Yemen